# Pacific Ocean Blue
Pacific Ocean Blue ist das erste Solo-Musik-Album von Dennis Wilson. Es wurde 1977 unter dem Label Caribou Records veröffentlicht. Das Album wurde von Dennis Wilson und Gregg Jakobson produziert.

## Vorgeschichte zum Album
Dennis Wilson war Schlagzeuger der Beach Boys, war aber auf fast keinem Beach Boys Studio-Album vertreten, da das Schlagzeug von einem Studiomusiker eingespielt wurde.
Wilson bekam mehrfach Angebote, ein Soloalbum aufzunehmen. 1970 versuchte er sich zum ersten Mal an Soloaufnahmen. Er veröffentlichte in Europa eine Single unter dem Namen Dennis Wilson & Rumbo, die allerdings floppte. 1975 startete er seinen zweiten Versuch. Er bekam ein Vertragsangebot von Caribou Records. Zunächst wollte Jim Guercio, Präsident von Caribou und Produzent von Chicago, das Album produzieren, dieser trat diese Aufgabe aber an Wilson ab.
Da Dennis als „Beach Boy“ zu diesem Zeitpunkt auch bei Warner Bros. unter Vertrag stand, musste er für Caribou zunächst freigestellt werden. Warner tat dies nur unter den Bedingungen, dass Dennis auf Solokonzertreisen verzichtete und kein anderer Beach Boy auf dem Album vertreten sein sollte.
Der Vertrag von Seiten Caribous ließ ihm alle Freiheiten, Dennis durfte im Rahmen des Vertrages selbst bestimmen, wann er ein Album veröffentlichen wolle und wie viele.

## Pacific Ocean Blue
Von 1971 bis 1972 hatte Dennis Wilson mit Darryl Dragon an seinem ersten Soloalbum gearbeitet. Auch in den folgenden beiden Jahren intensivierte er seine Studioarbeit. Zu dieser Zeit schrieb er ständig neue Lieder. Seine Liebe zu den Beach Boys ließ ihn aber den Startpunkt seiner Solokarriere wieder und wieder hinauszögern. Zudem absolvierte er mit den Beach Boys intensive Tourneen. 1976 begann er schließlich zu den Arbeiten an seinem neuen Projekt. Es trug den Arbeitstitel „Freckles“. Sein ständiger Begleiter im Studio war sein Freund Gregg Jakobson.
Wilson spielt auf dem Album eine Vielzahl der Instrumente selbst ein. An dem Album waren neben ihm viele weitere Musiker beteiligt. Dennis spielte alle Klavier- und Keyboard-Sequenzen, teilte sich das Schlagzeug mit Ricky Fataar, Hal Blaine und Beach-Boys-Schlagzeuger Bobby Figueroa. Die Gitarren und Bässe stammen größtenteils von Ed Carter, der Unterstützung von Ed Tuleja erhielt. Dazu waren eine Vielzahl an Brass-Musikern und der Double Rock Baptist Choir beteiligt. Die Backing Vocals auf dem Album stammen größtenteils von Dennis, Curt Becher, Billy Hinsche, Bruce Johnston und Dennis’ Frau Karen Lamm-Wilson. Den Beach Boys war es nicht erlaubt, am Album mitzuwirken, dennoch sind einige, vor allem Carl Wilson, ganz deutlich zu hören.
Er schrieb alle Songs selbst, wobei er durch seine Freunde Gregg Jakobson, Steve Kalinich, seinen Bruder Carl und auch seine Frau Karen Lamm-Wilson Unterstützung fand, die für ihn zahlreiche Texte schrieben. Für Thoughts of You arbeitete Dennis mit Jim Dutch zusammen, für den er später ein Album produzieren sollte.
Das Album schaffte es auf Platz 96 der US-Billboard-Charts.
Im Juni 2008 wurde das Album mit den kompletten „Bambu-Sessions“ und weiteren seltenen Aufnahmen als Doppel-CD wiederveröffentlicht. Die Neuveröffentlichung erreichte Rang 16 in den englischen Charts.

## Geplante Tournee
Zur Promotion des Albums war eine Tournee geplant. Er hatte bereits eine Live-Band um sich versammelt, die aus Charles Munoz, Billy Hinsche, Ed Carter, Ed Tuleja, Bobby Figueroa und seinem Bruder Carl Wilson bestand. Zudem war bereits ein Horn-Ensemble gebucht. Proben fanden statt, diese umfassten neben den POB-Liedern auch das Lied Baby Blue Eyes welches 1979 auf dem Light Album der Beach Boys erschien. Die Tournee wurde quasi im letzten Moment abgesagt, da Dennis vor die Wahl gestellt wurde, sich zwischen den Beach Boys und einer Solokarriere zu entscheiden.
Das Hauptproblem lag daran, dass Dennis als Beach Boy bei Warner Bros. unter Vertrag stand, sein Solistenvertrag allerdings bei Caribou Records abgeschlossen war. Er bekam die Freigabe von Warner Bros. nur unter Bedingungen.

## Titelliste
1. River Song (Dennis Wilson/Carl Wilson) – 3:44
2. What's Wrong (Dennis Wilson/Gregg Jakobson/M. Horn) – 2:22
3. Moonshine (Dennis Wilson/Gregg Jakobson) – 2:27
4. Friday Night (Dennis Wilson/Gregg Jakobson) – 3:09
5. Dreamer (Dennis Wilson/Gregg Jakobson) – 4:22
6. Thoughts of You (Dennis Wilson/Jim Dutch) – 3:02
7. Time (Dennis Wilson/Karen Lamm-Wilson) – 3:31
8. You and I (Dennis Wilson/Karen Lamm-Wilson/Gregg Jakobson) – 3:25
9. Pacific Ocean Blues (Dennis Wilson/Mike Love) – 2:39
10. Farewell My Friend (Dennis Wilson) – 2:26
11. Rainbows (Dennis Wilson/Carl Wilson/Steve Kalinich) – 2:55
12. End of the Show (Dennis Wilson/Gregg Jakobson) – 2:55

## Songinfos
River Song ist ein Stück, das für die Beach Boys geplant war. Es gibt eine Studioversion der Gruppe aus dem Jahr 1973 mit der Lead-Stimme von Blondie Chaplin. Der Song wird von einem Gospelchor untermauert. Es war die einzige Singleauskopplung aus dem Album und floppte.
Thoughts of You: bereits im Jahr 1970 schrieb Dennis einen Teil dieses Lieder unter dem Titel All of My Love. Nach der Trennung von seiner Frau schrieb er den Text in seine jetzige Form um.
Pacific Ocean Blues ist ein weiterer Beach-Boys-Song, der keine Verwendung fand. Mike Love steuerte den Text bei. Das Lied war ursprünglich für das Album 15 Big Ones geplant.
Farewell My Friend wurde in Erinnerung an Dennis’ Freund Otto „Pops“ Hinsche, den Vater von Billy Hinsche, geschrieben, der in Dennis’ Armen starb. Dieses Lied wurde sechs Jahre später auf Dennis’ eigener Beerdigung gespielt.
Rainbows wurde von Dennis und Stephen Kalinich geschrieben. Sie arbeiteten Mitte der 1970er Jahre an mehreren Liedern, die Dennis allerdings für ein späteres Projekt zurückhalten wollte.
End of the show wurde 1977 von Cliff Richard & The Shadows neu aufgenommen.
Dennis wollte das Lied School Girl auf dem Album veröffentlichen. Hierbei besingt Dennis die Liebe zu einem jungen Schulmädchen. Seine damalige Frau Karen Lamm-Wilson riet ihm von einer Veröffentlichung ab, da sie den Text für zu gewagt hielt.
Steve Kalinich hatte für das Album einen Song über Helen Keller geschrieben, der allerdings bislang noch nicht erschienen ist.